# ماري آن كينيدي
ماري آن كينيدي (بالإنجليزية: Mary Ann Kennedy)‏ هي ملحنة وممثلة بريطانية، ولدت في 1968 في غلاسكو في المملكة المتحدة.

## وصلات خارجية
- ماري آن كينيدي على موقع ميوزك برينز (الإنجليزية)
- ماري آن كينيدي على موقع ديسكوغز (الإنجليزية)